# 市厅站 (大田广域市)
市廳站（：／ Sicheong yeok */?）是大田地鐵1號線沿線的一座地下車站，位於韓國大田廣域市西区屯山洞。

## 車站構造
本站站體為2面2線側式月台的地下車站，設有月台幕門，並有8處出口。

### 月台配置
| 炭坊 ↑     |
| \| 上      |
| ↓ 政府大樓 |

| 月台 | 路線               | 目的地                             |
| ---- | ------------------ | ---------------------------------- |
| 上行 | ●大田都市铁道1号线 | 炭坊、中央路、大田、板岩方向       |
| 下行 | ●大田都市铁道1号线 | 政府大樓、月坪、儒城溫泉、盤石方向 |

## 歷史
- 2006年3月16日：落成啟用。

## 車站周邊
- 大田市政府
- 屯山郵局
- 忠清地方郵政廳
- 大田地方法院、高等法院
- 大田地方檢察廳、高等檢察廳
- 大田警察廳
- 西大田稅務署
- 韓國專利法院
- 大田僱傭勞動廳
- 忠清南道選舉管理委員會
- 韓國土地住宅公社大田及忠南地區總社
- 韓國資産管理公社（朝鲜语：한국자산관리공사）大田及忠南地區總社
- 韓國觀光公社忠清地區分社
- Home plus（朝鲜语：홈플러스）屯山店

## 相鄰車站
大田廣域市都市鐵道公社
●大田都市铁道1号线
炭坊（110）－市廳（111）－政府大樓（112）